# Selma (TV-serie)
Selma är en svensk dramaserie i två delar från 2008 i regi av Erik Leijonborg. Serien handlar om författaren Selma Lagerlöfs liv och i rollen som henne ses Helena Bergström.

## Handling
Selma följer Selma Lagerlöf under två dygn i hennes liv. Det första dygnet tilldrar sig en sommar i Taormina på Sicilien 1895. Selma och väninnan Sophie Elkan har varit på resande fot i fyra månader. Lagerlöfs debutroman Gösta Berlings saga är nyss utgiven. Hennes liv är till synes bekymmerslöst.
Den andra delen utspelar sig en kall vinterdag i Stockholm 1909. Lagerlöf ska som första kvinna någonsin ta emot Nobelpriset i litteratur. Onda krafter är dock ute efter att sabotera Lagerlöfs lycka och händelser som inträffade 1895 hotar att tillintetgöra henne.

## Rollista
- Helena Bergström – Selma Lagerlöf
- Alexandra Rapaport – Sophie Elkan
- Ingela Olsson – Valborg Olander
- Ola Rapace – Alexis Sluys
- Isabelle von Saenger – fru Sluys
- Magnus Krepper – Carl Larsson
- Sonja Richter – Marie Kröyer
- Nina Zanjani – Mathilde
- Magnus Roosmann – Axel
- Lisa Lindgren – Anna
- Dennis Alvdén – Nils som barn
- Martin Wallström – Nils som vuxen
- Pia Örjansdotter – Nils hustru
- Maria Hörnelius – Louise, Selmas mor
- Göran Stangertz – August Strindberg
- Thomas Bo Larsen – Georg Brandes
- Dag Malmberg – Wirsén
- Christina Stenius – Augusta Lundin
- Fredrik Gildea – italiensk concierge

## Om serien
Selma producerades av Ann-Ci Lifmark för Sveriges Television och spelades in i Göteborg med omnejd i april 2008 samt på Mallorca.

## Visning och utgivning
Serien visades första gången 2008 i SVT1 under två dagar i följd med start den 26 december. Den utgavs på DVD i Sverige den 4 februari 2009 av Atlantic Film.